# Werner von Moltke
Werner von Moltke (Mühlhausen, 1936. május 24. – Nieder-Olm, 2019. július 29.) Európa-bajnok német atléta, tízpróbázó.

## Pályafutása
Az 1962-es belgrádi Európa-bajnokságon tízpróbában ezüstérmet szerzett. Az 1966-os budapesti versenyen Európa-bajnok lett. Részt vett az 1968-as mexikóvárosi olimpián, de két versenyszám után kénytelen volt feladni a versenyt.

## Sikerei, díjai
- Európa-bajnokság – tízpróba
  - aranyérmes: 1966, Budapest
  - ezüstérmes: 1962, Belgrád